# ФК Јединство 1976
ФК Јединство 1976 је српски фудбалски клуб из Смедерева. Tренутно се такмичи у Градској лиги Смедерево група Морава, шестом такмичарском нивоу српског фудбала.

## Историја
Клуб је основан у оквиру спортског друштва, одмах по оснивању месне заједнице на оснивачкој cкупштини 11. априла 1976. године у сали Воћар-Хладњача под покровитељством тадашње месне заједнице Ново насеље — Липе II (Липе 2) која се данас зове 25. мај, као ФК Јединство. Било је много предлога за име ФК-а, као што су: Авијатичар, Живко Мишић — Роља, али је са 74 гласова од присутних 87 чланова скупштине изгласано име Јединство. За првог председника клуба изабран је Коста Марковић.
Највећи успех ФК Јединства остварен је 1978. године освајањем 1. места у Првој општинској лиги Смедерево и уласком у тадашњу Међуопштинску лигу Смедерево—Смедеревска Паланка—Велика Плана и пласман у Подунавску окружну лигу 2003. године. У сезони 2003/04. остварен је очекивани резултат — опстанак у Подунавској окружној лиги, освојено је 11. место на крају сезоне. У сезони 2004/05. клуб је постигао најбољи пласман, освојивши четврто место на крају сезоне. Екипу је са клупе предводио Александар Рајковић (капитен клуба), Божидар Величковић, Љубиша Стојановић, Игор Јовановић, Љубиша Микарић, Дарко Јанковић — Мунгос... Председник је био Предраг Савић.
Клуб је 2013. године престао да постоји због тешке материјалне ситуације и других нефудбалских ствари, тако да је морао да промени име, клуб је назван ФК Језава (име је добио по реци Језави која се налази у непосредној близини клуба). Боја ФК Јединства била је плава и бела, док је боја новог клуба црвена.
Највећи успех ФК Језаве остварен је 2015. године освајањем купа ГФС Смедерево и купа ФС Подунавског округа.
Клуб у сезони 2015/16. заузима 1. место у Градској лиги Смедерево група Морава. За пласман у виши ранг клуб је изгубио од Црвене звезде из Суводола у Михајловцу у полуфинал баража са 2—0.

### Имена клуба кроз историју
| Година     | Клуб (насеље)                 |
| ---------- | ----------------------------- |
| 1976—2013. | ФК Јединство (Смедерево)      |
| 2013—2023. | ФК Језава (Смедерево)         |
| 2023—      | ФК Јединство 1976 (Смедерево) |

### Грб кроз историју
|            |            |          |
| 1976—2013. | 2013—2023. | од 2023. |
|            |            |          |

## Резултати клуба у последњим годинама
| Сезона   | Ранг | Лига                                | Позиција  | ОУ | ПБ | Н | ПР | ДГ | ПГ | ГР  | Бод | Куп                               | Напомене                     | Клуб         |
| -------- | ---- | ----------------------------------- | --------- | -- | -- | - | -- | -- | -- | --- | --- | --------------------------------- | ---------------------------- | ------------ |
| 2010/11. | 6    | Градска лига Смедерево група Морава | 6.        | 16 | 5  | 2 | 9  | 26 | 40 | −14 | 17  | Куп Србије — Није се квалификовао | —                            | ФК Јединство |
| 2011/12. | 6    | Градска лига Смедерево група Морава | 5.        | 14 | 6  | 2 | 6  | 37 | 27 | +10 | 17  | Куп Србије — Није се квалификовао | —                            | ФК Јединство |
| 2012/13. | 6    | Градска лига Смедерево група Морава | 5.        | 14 | 4  | 4 | 6  | 22 | 21 | +1  | 16  | Куп Србије — Није се квалификовао | —                            | ФК Јединство |
| 2013/14. | 6    | Градска лига Смедерево група Морава | 5.        | 14 | 6  | 2 | 6  | 22 | 14 | +8  | 20  | Куп Србије — Није се квалификовао | —                            | ФК Језава    |
| 2014/15. | 6    | Градска лига Смедерево група Морава | 4.        | 12 | 5  | 2 | 5  | 31 | 18 | +13 | 17  | Куп Србије — Није се квалификовао | —                            | ФК Језава    |
| 2015/16. | 6    | Градска лига Смедерево група Морава | 1.        | 14 | 11 | 2 | 1  | 50 | 14 | +36 | 35  | Куп Србије — Није се квалификовао | Није се пласирао у виши ранг | ФК Језава    |
| 2016/17. | 6    | Градска лига Смедерево група Морава | 3.1 (2.2) | 14 | 10 | 1 | 3  | ?  | ?  | ?   | 31  | Куп Србије — Није се квалификовао | ?                            | ФК Језава    |

ОУ = Одигране утакмице; ПБ = Победе; Н = Нерешено; ПР = Порази; ДГ = Дати голови; ПГ = Примљени голови; ГР = Гол разлика; Бод. = Бодови
Напомене:
1 Плеј-оф (Играло се свако са сваким — по две утакмице) 
2 Лигашки део такмичења